# Parafia św. Piotra Apostoła w Radomiu
Parafia św. Piotra Apostoła w Radomiu – parafia rzymskokatolicka w Radomiu. Należy do dekanatu Radom-Północ, w diecezji radomskiej.

## Historia
- W 1987 bp Edward Materski podjął decyzję o powstaniu nowej parafii na rozbudowywanym radomskim osiedlu Gołębiów II. W 1988 ks. Mieczysław Marchewka zbudował tymczasową kaplicę. Pełnił on funkcję proboszcza parafii do 1991, jego następcą był ks. Andrzej Olszewski, a od 1992 proboszczem parafii został mianowany ks. Krzysztof Katana. Kontynuował on prace przygotowawcze do budowy kościoła. W latach dziewięćdziesiątych kilkukrotnie zmieniano lokalizację działki parafialnej. Budowa kościoła, według projektu arch. Konrada Chmielewskiego i konstr. Jacka Mazana, była prowadzona w latach 2000–2003 staraniem kolejnego proboszcza parafii ks. Szymona Chodowicza. Pierwszą mszę św. w świątyni sprawował bp Stefan Siczek 29 czerwca 2003. W kolejnych latach trwały prace wykończeniowe wewnątrz kościoła. Parafię erygował bp Edward Materski 27 marca 1992.

## Terytorium
Do parafii należą wierni z Radomia mieszkający przy ulicach: Gołębiowska (1-11), Hallera (13,15,17,19,21,23,36,38), 11 Listopada (61,63,69/77,79/81), Paderewskiego (2,4,5,5a,6,8,10,12,16,18,20,22,22abcd), Rapackiego (9,11,13,15,17,19,20,20ab,21,22,22ab,23,25), Sempołowskiej (1,1abc,2,6,7,8,9,11,13,15), ks. Chodowicza (12, 14, 16), Witkowskiego (1–40), Żwirki i Wigury (38,38a,40).

## Proboszczowie
- 1987–1991 – ks. Mieczysław Marchewka
- 1991–1992 – ks. Andrzej Olszewski
- 1992–1999 – ks. Krzysztof Katana
- 1999–2011 – ks. kan. Szymon Chodowicz
- od 2011 – ks. kan. Henryk Mochol